# Hoya eitapensis
Hoya eitapensis är en oleanderväxtart som beskrevs av Rudolf Schlechter. Hoya eitapensis ingår i släktet Hoya och familjen oleanderväxter. Inga underarter finns listade i Catalogue of Life.